# 東海チャレンジャー

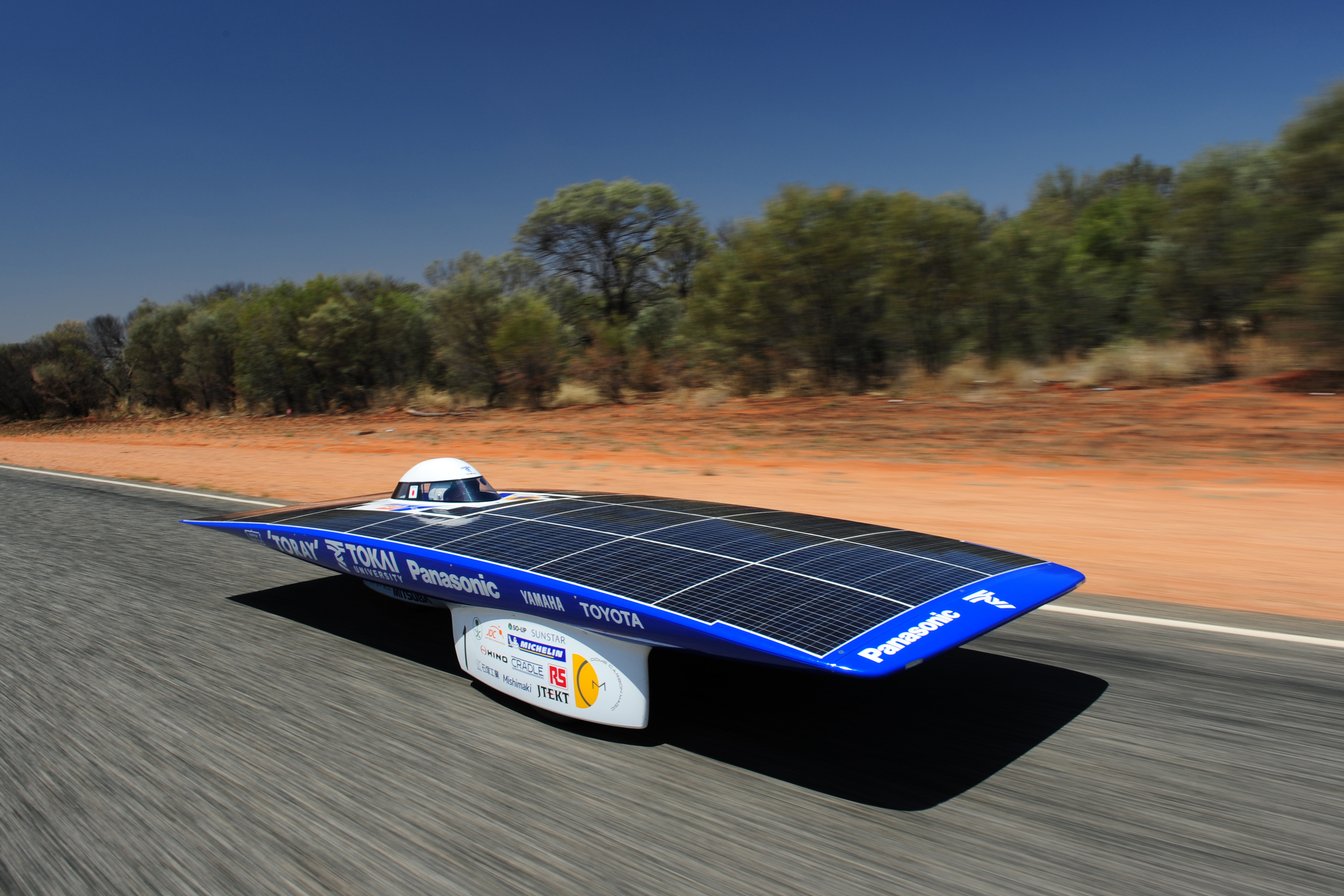
2011年ワールド・ソーラー・チャレンジで二連覇を達成した東海大学ソーラーカーチームのソーラーカー「Tokai Challenger」

東海チャレンジャー (Tokai Challenger) は、日本の東海大学チャレンジセンター・ライトパワープロジェクト・ソーラーカーチーム（略称：東海大学ソーラーカーチーム）が設計・製作したソーラーカーシリーズの車名である。東海大学工学部機械システム工学科の木村英樹教授が総監督を務め、Zero to Darwin Projectのチーフエンジニアである池上敦哉（ヤマハ発動機勤務）がテクニカルディレクターを担当した。現在は、工学部機械システム工学科の佐川耕平准教授が総監督を継ぎ、空力設計に工学部航空宇宙学科航空宇宙学専攻の福田紘大准教授が監督に加わり、東レ、ブリヂストン、ミツバ、ジェイテクトなどの企業とともに産学連携で開発・製作が行われる体制にあり、2009年から2023年の間に7台が開発された。2009年と2011年に3輪の1号車と2号車、2013年と2015年に双胴型（w:Catamaran型）ボディを採用した4輪の3号車と4号車がデビューした。2017年と2019年に砲弾型、あるいは単胴型（w:monohull型）と呼ばれるボディ形状に変更された4輪の5号車と6号車を世に繰り出した。2023年にはレギュレーション変更に対応させた3輪の砲弾型ソーラーカーが製作された。
2009年と2011年には、オーストラリア大陸3,000km縦断ソーラーカーレースであるワールド・ソーラー・チャレンジに出場し、それぞれで優勝して2連覇を達成した。また、2010年と2012年には、南アフリカ共和国で開催されたFIA公認のソーラーチャレンジ大会でも2連覇を成し遂げた。2013年にはワールド・ソーラー・チャレンジのレギュレーション変更に合わせた4輪ソーラーカーが開発され、同大会で2位となった。2015年のワールド・ソーラー・チャレンジでは、日本勢としては最高の3位に入賞した。30周年記念大会となった2017年は太陽電池面積が4m2に削減される中で、モノハル型のモデルを開発し総合4位になり、2019年には142kgにまで軽量化された改良型総合2位につけるなどで、世界のソーラーカーレースで常に上位に入賞している。2023年は、車体トラブルの影響で5位となった。

## 概要
2009年式Tokai Challengerは、オーストラリア大陸のダーウィンからアデレードまでを縦断するワールド・ソーラー・チャレンジに出場した。このソーラーカーはシャープがメインスポンサーとなり、東海大学、ミツバ、パナソニックなど多数の企業が協力して設計・製作された。太陽電池モジュールには高性能な太陽電池、すなわち宇宙用に開発された変換効率30%の三接合化合物太陽電池が採用された。また、リチウムイオン電池にはパナソニックの高容量リチウムイオン電池が採用された。制作費用は1台あたり約1億円。ドライバーにも世界ラリー選手権（WRC）やダカール・ラリーで優勝経験があり、ラリー経験の豊富な篠塚建次郎（東海大学OB）を迎えた。

### 09 Tokai Challenger

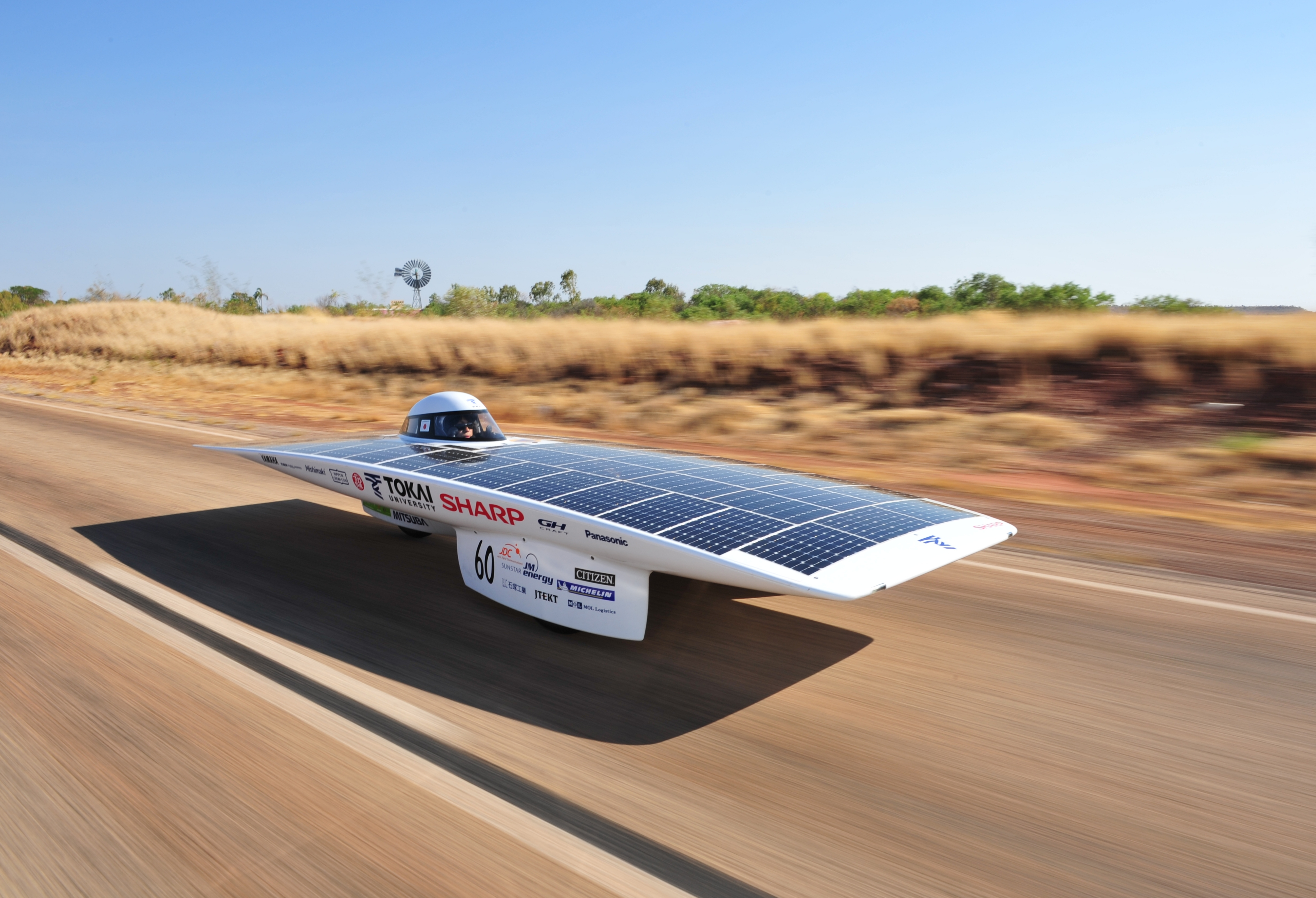
2009年ワールド・ソーラー・チャレンジで優勝した東海大学ソーラーカーチームのソーラーカー「Tokai Challenger」

09 Tokai Challengerは、2009年ワールド・ソーラー・チャレンジにおいて2,998kmを4日間・合計29時間49分で走りきり、100.54km/hの平均速度を記録して優勝した。この模様は、2010年1月23日放送のNHK総合 ワンダー×ワンダー、2月28日放送のNHK BShi ハイビジョンスペシャルなどで取り上げられた。その後、エコプロダクツ2009やラスベガスで開催されたコンシューマー・エレクトロニクス・ショー(CES)、アブダビで開催されたWorld Future Enegy Summit 2012など、多くの展示会で出展された。

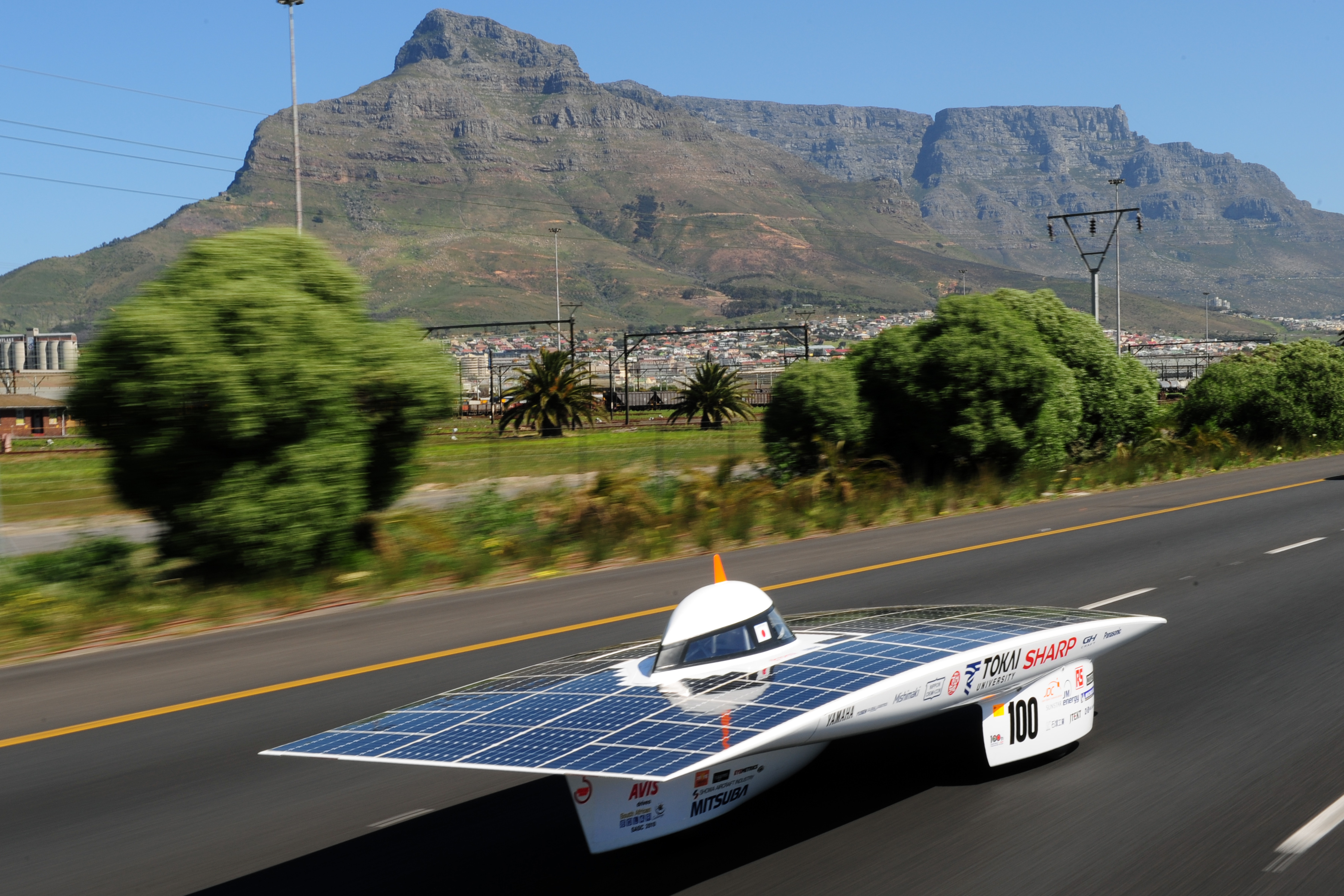
2010年サウス・アフリカン・ソーラー・チャレンジでケープタウン近郊のテーブルマウンテン付近を走行するソーラーカー「Tokai Challenger」

2010年には、南アフリカ共和国を一周する国際ソーラーカー連盟(ISF)と国際自動車連盟(FIA)公認のサウス・アフリカン・ソーラー・チャレンジにおいても優勝した。総走行距離4061.8kmを総走行時間45時間05分で走破し、90.1km/hの平均速度を記録した。同年10月には、集英社が発行するコミック誌『ジャンプスクエア』で、太田垣康男(原作)、村田雄介（漫画）による『 曇天・プリズム・ソーラーカー 』の連載がはじまり、本車両などがモデルとして表紙などに用いられた。

### 11 Tokai Challenger

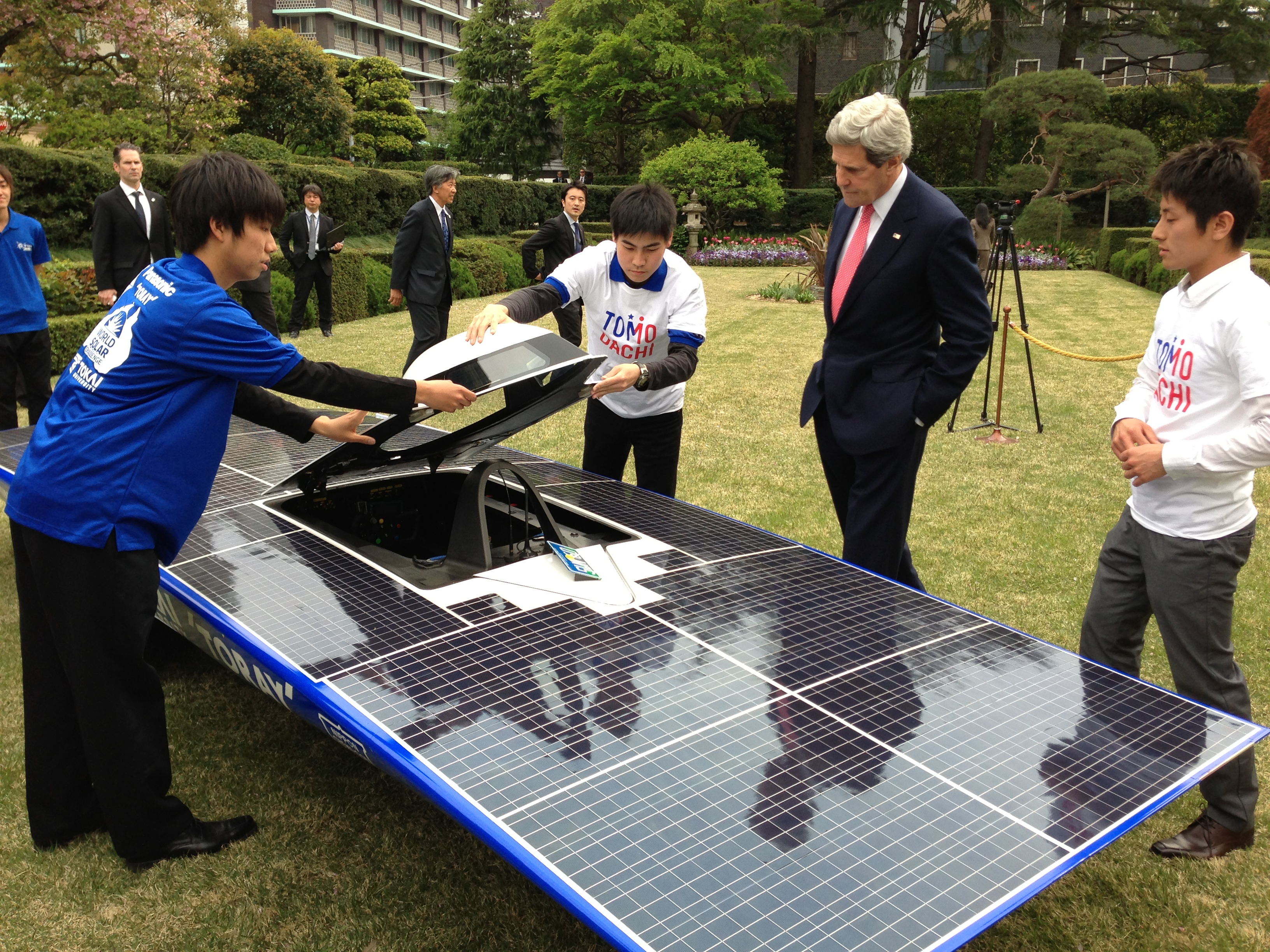
TOMODACHIイニシアチブプロフラムの一環でジョン・ケリー国務長官が駐日アメリカ合衆国大使館で東海大学ソーラーカーチームのメンバーを称賛。2013年4月14日（日本時間）

2011年、ワールド・ソーラー・チャレンジのレギュレーションが変更された。具体的には、09 Tokai Challengerが南オーストラリア州の制限速度110km/hで巡航する事態となったことから、化合物太陽電池の搭載面積が6m2から3m2に削減された。シリコン太陽電池は6m²に据え置かれたため、2011年式Tokai Challengerは発電量で有利になるパナソニック製太陽電池HITを搭載するために新造された。太陽電池モジュールHITは22%の変換効率を達成し、定格出力1.32kWを得た。また、ボディ材料である炭素繊維は東レから提供を受け、童夢カーボンマジックで成型された。その結果、バッテリーを含む車体重量は134kgと極めて軽量に仕上げられた。2011年3月11日の東日本大震災の影響を受けるなどで、ソーラーカーの設計・製作が大幅に遅れたものの空輸などの手段によって大会に間に合わせた。
11 Tokai Challengerは、2011年ヴェオリア・ワールド・ソーラー・チャレンジにおいて2,998kmを5日間・合計32時間45分で走りきり、91.54km/hの平均速度を記録して優勝し、オーストラリア大会2連覇を達成した。2012年4月8日には、NEXCO中日本（中日本高速道路）の協力を得て、開通前の新東名高速道路において、時速100kmの走行テストに成功した。同年9月7日に公開された、映画「踊る大捜査線 THE FINAL 新たなる希望」では、日本科学未来館に設定された国際環境エネルギーサミットの会場内にエキストラとして出演した。9月18日から開催されたFIAの代替エネルギーカップに位置づけられたサソール・ソーラー・チャレンジ・サウス・アフリカに出場し、9月28日にソーラーカーレースとして世界最長となる4,632kmのコースを完走するとともに、71時間13分の記録を樹立して優勝した。その結果、Tokai Challengerシリーズとして南アフリカ大会2連覇（東海大学ソーラーカーチームとしては3連覇）を達成した。2013年4月14日、駐日アメリカ合衆国大使館からの招待を受けジョン・ケリー国務長官とチームの学生メンバーがTokai Challengerの前で対談した。4月20日、タカラトミーが発売するミニカーシリーズのトミカNo.26として、東海大学ソーラーカー 東海チャレンジャーがラインナップに加わった。2014年1月20日には、国際石油開発帝石グループの要請を受け、アブダビで開催された「World Future Energy Summit 2014」に11 Tokai Challengerが出展され、茂木敏充経済産業大臣らの訪問を受けた。アブダビ石油大学がはじめて製作したソーラーカー「Yas 1」は、11 Tokai Challengerを基に東海大学とともに開発がなされた。

### 13 Tokai Challenger
13 Tokai Challengerは、2013年10月に開催されたブリヂストン・ワールド・ソーラー・チャレンジに対応するために開発された4輪ソーラーカーである。新レギュレーションに適合させるために全長は約50cm短くなり、コックピットは左側に寄せたカタマランタイプとなった。パナソニックは2011年の太陽電池モジュールHITを改良し、22.5%の変換効率を達成したものを提供した。東レはF1カーでも当時採用されていない炭素繊維材料を提供し、東レ・カーボンマジックでCFRPボディ成型が行われた。2013年10月に開催された同大会では、ヒドゥンバレーサーキットで行われた予選時のタイムトライアルで、コース上にあった砂の影響でスピンしたことから20位からのスタートとなったことや、ライバルのNuon Solar Teamが集光式太陽電池モジュールにより集光面積を1.5m²程度増やすといった戦法を採用したことなどから2位となった。2,998kmの計測区間を走行した記録は36時間22分、平均速度は82.43km/hであった。この模様は、テレビ朝日により「挑戦！オーストラリア縦断3000キロ 世界最高峰ソーラーカーレース 密着ドキュメント」という85分間の特別番組に編集され、2014年1月19日に放送された。同年2月25日、ムハンマド・ビン・ザーイド・アール・ナヒヤーン皇太子の訪問を受けた。11月13日～17日にかけて、チリ共和国北部のアタカマ砂漠で開催された「es:Carrera Solar Atacama」大会では、4輪のソーラーカーを対象としたエボリューションクラスにエントリーし総合優勝した。

### 15 Tokai Challenger
15 Tokai Challengerは、2015年10月に開催されるブリヂストン・ワールド・ソーラー・チャレンジに参戦するために開発された4輪ソーラーカーである。新レギュレーションに適合させるためにコックピットが後退し、双胴型のカタマランタイプとなった。また、空気抵抗を低減させるためにボディを薄くした。パナソニックは太陽電池モジュールHITを改良し、23.2%の変換効率を達成した。東レは炭素繊維Torayca M60を提供し、東レ・カーボンマジックでCFRPボディ成型が行われた。長年にわたりミシュラン製ラジアルタイヤを使用してきたが、この車両からブリヂストン製ソーラーカー用ラジアルタイヤであるECOPIA with ologic 95/80R16を採用した。2015年大会は日本勢で最高の3位に入賞した。
2016年3月27日には、神奈川県、箱根町、東海大学、芦ノ湖スカイラインが主催した「ソーラーカー芦ノ湖スカイライン走行プロジェクト」で、一般公道をソーラーカーが走行するイベントでデモ走行を行った。同年10月、南アフリカ共和国で開催された2016 Sasol Solar Challengeでは総合2位となった。

### 17 Tokai Challenger
15 Tokai Challengerは、30周年大会となるブリヂストン・ワールド・ソーラー・チャレンジに向けて開発された。太陽電池面積の上限がそれまでの6m2から4m2に削減されたのに対し、全長×全幅の制限が5m×2.2mに緩和されたことから、15年の双胴（カタマラン）型とは全く異なる単胴（モノハル）型のモデルとなった。太陽電池はパナソニックが開発中のバックコンタクト型の太陽電池HITを搭載し、変換効率は24.1%を達成した。ボディは東レの高強度炭素繊維Torayca T800が多用された。多接合化合物太陽電池の面積制限が緩和されたこともあり、2017年大会はシリコン太陽電池搭載チームならびに日本勢でトップとなる4位となった。大会の模様は、2017年11月26日放送のBSジャパン特別番組 オーストラリア3000キロ 過酷!ソーラーカーレース、2017年12月25日放送のNHK総合 超絶 凄ワザ!などで取り上げられた。
2018年9月30日、南アフリカ共和国で開催された2018 Sasol Solar Challengeでは、2016年大会に続いて総合2位となり、特別賞として環境賞を受賞した。

### 19 Tokai Challenger
19 Tokai Challengerは、17 Tokai Challengerの進化版として2019年ブリヂストン・ワールド・ソーラー・チャレンジのために開発されたモデルである。2009年のリチウムイオン電池の提供から10年の節目ということで、パナソニックがメインスポンサーから外れたことなどから、w:SunPower社製の裏面電極型シリコン太陽電池を、Gochermann Solar Technology社がモジューリングした太陽電池モジュール4m2に変更削減された。ホイールレイアウトやサスペンションは17年型を概ね流用しており、ホイールベースやトレッドは同一である。全幅も変更がないが、全長についてはノーズの高さを若干下げたことから10mm短くなった。コックピットを220mm前方にずらしたことで、重心位置をボディセンターに近づけ、若干ではあるが発電量を増加させた。ボディの一部には東レが開発した高強度・高弾性を両立させた炭素繊維Torayca M40Xが使用され、各部の見直しによって170kgあった車体重量が142kgに軽量化された。2019年大会は86.1km/hの平均速度を記録し、優勝したベルギーのnl:Agoria Solar Teamに11分18秒差まで詰め寄ったが惜しくも総合2位となった。大会の模様は、2019年12月29日放送のBSテレビ東京特別番組 地平線の彼方へ！激走3000キロ 2019ブリヂストン・ワールドソーラーチャレンジで取り上げられた。

### 23 Tokai Challenger
23 Tokai Challengerは、19 Tokai Challengerを基に2023年BWSCのために開発された砲弾型3輪モデルである。安全性に優れたリン酸鉄リチウムイオン電池を搭載。高強度炭素繊維にコア材として六角形のスリット加工を施したポリメタクリルイミド発泡材（商品名：ロハセル）を組み合わせることなどで、軽量化が追求された。大会の後半にリアサスペンション周辺で損傷が発生し、修復に長時間を要したことなどから5位という結果となった。参戦の模様はNHK BSの特別番組「激走!ソーラーカー オーストラリア縦断3000km」で取り上げられた。

## Tokai Challenger 諸元

### 09 Tokai Challenger 諸元
| 乗車定員       | 1名                                                                                  |
| 全幅           | 1640mm                                                                               |
| 全高           | 930mm                                                                                |
| 重量           | 160kg (バッテリー含, ドライバー別)                                                   |
| トレッド       | 1300mm                                                                               |
| ホイールベース | 2100mm                                                                               |
| 巡航速度       | 100km/h (太陽光のみ)                                                                 |
| 最高速度       | 145km/h (実測), 160km/h (理論)                                                       |
| 太陽電池       | 三接合化合物太陽電池6m2, 2174枚, 出力1.8kW, 変換効率30% (シャープ)                   |
| MPPT           | 昇圧型24系統, 変換効率>98% (三島木電子)                                              |
| モーター       | ブラシレスDCダイレクトドライブモータ, 定格出力2kW, 最大出力5kW, 変換効率97% (ミツバ) |
| 電磁石コア     | 鉄系アモルファス箔積層コア (日本ケミコン)                                            |
| バッテリー     | リチウムイオン電池, NCR18650, 25kg, 5.6kWh (パナソニック)                            |
| ボディ         | 炭素繊維強化プラスチック(CFRP) (GHクラフト)                                          |
| タイヤ         | Radial X 95/80R16 3本 (ミシュラン)                                                   |
| ブレーキ       | 油圧ディスク、回生ブレーキ                                                           |

### 11 Tokai Challenger 諸元
| 乗車定員       | 1名                                                                                  |
| 全長           | 4980mm                                                                               |
| 全幅           | 1590mm (−50mm)                                                                       |
| 全高           | 880mm (−50mm)                                                                        |
| 重量           | 134kg (バッテリー含, ドライバー別) (−26kg)                                           |
| トレッド       | 1250mm (−50mm)                                                                       |
| ホイールベース | 2050mm (−50mm)                                                                       |
| 巡航速度       | 90km/h (太陽光のみ)                                                                  |
| 最高速度       | 160km/h (理論)                                                                       |
| 太陽電池       | シリコン太陽電池HIT 6m2, 出力1.32kW, 変換効率22% (パナソニック)                      |
| MPPT           | 昇圧型17系統, 変換効率98% (三島木電子)                                               |
| モーター       | ブラシレスDCダイレクトドライブモータ, 定格出力2kW, 最大出力5kW, 変換効率97% (ミツバ) |
| 電磁石コア     | 鉄系アモルファス箔積層コア (日本ケミコン)                                            |
| バッテリー     | リチウムイオン電池, NCR18650A, 21kg (−4kg), 5.0kWh (−0.6kWh) (パナソニック)          |
| ボディ         | 炭素繊維強化プラスチック(CFRP) (東レ, 童夢カーボンマジック)                          |
| タイヤ         | Radial X 95/80R16 3本 (ミシュラン)                                                   |
| ブレーキ       | 油圧ディスク、回生ブレーキ                                                           |

()内の数値は09 Tokai Challengerとの比較

### 13 Tokai Challenger 諸元
| 乗車定員       | 1名                                                                                        |
| 全長           | 4495mm (−495mm)                                                                            |
| 全幅           | 1795mm (+205mm)                                                                            |
| 全高           | 1008mm (+128mm)                                                                            |
| 重量           | 149kg (バッテリー含, ドライバー別) (+15kg)                                                 |
| トレッド       | 1166mm (−84mm)                                                                             |
| ホイールベース | 2039mm (−11mm)                                                                             |
| 巡航速度       | 85km/h (太陽光のみ)                                                                        |
| 最高速度       | 150km/h (理論)                                                                             |
| 太陽電池       | シリコン太陽電池HIT 6m2, 出力1.35kW (+0.03kW), 変換効率22.5% (+0.5%)(パナソニック)         |
| MPPT           | 昇圧型18系統, 変換効率98.5% (+0.5%) (三島木電子)                                           |
| モーター       | ブラシレスDCダイレクトドライブモータ, 定格出力2kW, 最大出力5kW, 変換効率98% (+1%) (ミツバ) |
| バッテリー     | リチウムイオン電池, NCR18650B, 21kg , 5.2kWh (+0.2kWh) (パナソニック)                      |
| ボディ         | 炭素繊維強化プラスチック(CFRP) (東レ, 東レ・カーボンマジック)                              |
| タイヤ         | Radial X 95/80R16 4本 (+1本) (ミシュラン)                                                  |
| ブレーキ       | 油圧ディスク、回生ブレーキ                                                                 |

()内の数値は11 Tokai Challengerとの比較

### 15 Tokai Challenger 諸元[23]
| 乗車定員       | 1名                                                                                            |
| 全長           | 4495mm (±0mm)                                                                                  |
| 全幅           | 1795mm (±0mm)                                                                                  |
| 全高           | 1008mm (±0mm)                                                                                  |
| 重量           | 160kg (バッテリー含, ドライバー別) (+11kg)                                                     |
| トレッド       | 1200mm (+4mm)                                                                                  |
| ホイールベース | 1900mm (−139mm)                                                                                |
| 巡航速度       | 90km/h (太陽光のみ)                                                                            |
| 最高速度       | 160km/h (理論)                                                                                 |
| 太陽電池       | シリコン太陽電池HIT 6m2, 出力1.39kW (+0.04kW), 変換効率23.2% (+0.7%) (パナソニック)            |
| MPPT           | 昇降圧型16系統 (−2系統), 変換効率 未計測 (柏会)                                                |
| モーター       | ブラシレスDCダイレクトドライブモータ, 定格出力2kW, 最大出力5kW, 変換効率98% (±0%) (ミツバ)     |
| バッテリー     | リチウムイオン電池, ニッケル系高容量18650円筒型, 20kg (−1kg) , 5.0kWh (-0.2kWh) (パナソニック) |
| ボディ         | 炭素繊維強化プラスチック(CFRP) (東レ, 東レ・カーボンマジック)                                  |
| タイヤ         | ECOPIA with ologic 95/80R16 4本 (±0本) (ブリヂストン)                                          |
| ブレーキ       | 油圧ディスク、回生ブレーキ                                                                     |

()内の数値は13 Tokai Challengerとの比較

### 17 Tokai Challenger 諸元[24]
| 乗車定員       | 1名                                                                                               |
| 全長           | 4980mm (+485mm)                                                                                   |
| 全幅           | 1200mm (-595mm)                                                                                   |
| 全高           | 1008mm (-8mm)                                                                                     |
| 重量           | 170kg (バッテリー含, ドライバー別) (+10kg)                                                        |
| トレッド       | 610mm (-590mm)                                                                                    |
| ホイールベース | 1700mm (−200mm)                                                                                   |
| 巡航速度       | 85km/h (太陽光のみ)                                                                               |
| 最高速度       | 160km/h (理論)                                                                                    |
| 太陽電池       | バックコンタクト型シリコン太陽電池HIT 4m2, 出力962W (-400W), 変換効率24.1% (+0.9%) (パナソニック) |
| MPPT           | 昇降圧型12系統 (−4系統), 変換効率 98.5%                                                           |
| モーター       | ブラシレスDCダイレクトドライブモータ, 定格出力2kW, 最大出力5kW, 変換効率98% (±0%) (ミツバ)        |
| バッテリー     | リチウムイオン電池, ニッケル系高容量18650円筒型, 20kg (±0kg) , 5.0kWh (±0kWh) (パナソニック)      |
| ボディ         | 炭素繊維強化プラスチック(CFRP) (東レ, 東レ・カーボンマジック)                                     |
| タイヤ         | ECOPIA with ologic 95/80R16 4本 (±0本) (ブリヂストン)                                             |
| ブレーキ       | 油圧ディスク、回生ブレーキ                                                                        |

()内の数値は15 Tokai Challengerとの比較

### 19 Tokai Challenger 諸元[25]
| 乗車定員       | 1名 |
| 全長           | 4970mm (-10mm)                                                                                               |
| 全幅           | 1200mm (±0mm)                                                                                                |
| 全高           | 1000mm (-8mm)                                                                                                |
| 重量           | 142kg (バッテリー含, ドライバー別) (-28kg)                                                                   |
| トレッド       | 610mm (±0mm)                                                                                                 |
| ホイールベース | 1700mm (±0mm)                                                                                                |
| 巡航速度       | 85km/h (太陽光のみ)                                                                                          |
| 最高速度       | 160km/h (理論)                                                                                               |
| 太陽電池       | バックコンタクト型シリコン太陽電池 4m2, 出力948W (-14W), 変換効率23.7% (-0.4%) (Gochermann Solar Technology) |
| MPPT           | 昇降圧型12系統 (±0系統), 変換効率 98.5%                                                                      |
| モーター       | ブラシレスDCダイレクトドライブモータ, 定格出力2kW, 最大出力5kW, 変換効率98% (±0%) (ミツバ)                   |
| バッテリー     | リチウムイオンポリマー電池, ラミネート型, 20kg (±0kg) , 5.0kWh (±0kWh) (野村商会)                            |
| ボディ         | 炭素繊維強化プラスチック(CFRP) (東レ, 東レ・カーボンマジック)                                                |
| タイヤ         | ECOPIA with ologic 95/80R16 4本 (±0本) (ブリヂストン)                                                        |
| ブレーキ       | 油圧ディスク、回生ブレーキ                                                                                   |

()内の数値は17 Tokai Challengerとの比較

### 23 Tokai Challenger 諸元[26]
| 乗車定員       | 1名 |
| 全長           | 4998mm (+28mm)                                                                                                   |
| 全幅           | 1200mm (±0mm) |
| 全高           | 1000mm (±0mm) |
| 重量           | 140kg (バッテリー含, ドライバー別) (-2kg)                                                                        |
| トレッド       | 750mm (+140mm)                                                                                                   |
| ホイールベース | 2000mm (+300mm)                                                                                                  |
| 巡航速度       | 90km/h (+5km/h)(太陽光のみ)                                                                                      |
| 最高速度       | 150km/h (理論)                                                                                                   |
| 太陽電池       | バックコンタクト型シリコン太陽電池 3.999m2, 出力976W (+28W), 変換効率24.4% (-0.7%) (Gochermann Solar Technology) |
| MPPT           | 昇降圧型14系統 (+2系統), 変換効率 98.5%                                                                          |
| モーター       | ブラシレスDCダイレクトドライブモータ, 定格出力2kW, 最大出力5kW, 変換効率98% (±0%) (ミツバ)                       |
| バッテリー     | リン酸鉄リチウムイオン電池, 円筒型, 35kg (+15kg) , 6.1Wh (+1.1kWh) (EVE Energy)                                  |
| ボディ         | 炭素繊維強化プラスチック(CFRP) (東レ, 東レ・カーボンマジック)                                                    |
| タイヤ         | ENLITEN 95/80R16 3本 (-1本) (ブリヂストン)                                                                       |
| ブレーキ       | 油圧ディスク、回生ブレーキ                                                                                       |

()内の数値は19 Tokai Challengerとの比較